# Ašina Nišufu
Ašina Nišufu (kitajsko 阿史那泥熟匐) je bil član klana Ašina, ki se je po razpadu Vzhodnega turškega kaganata uprl dinastiji Tang, da bi obnovil Vzhodni turški kaganat in  leta 679 in 680 vladal kot kagan, * ni znano, † 680.  

## Upor
Leta 679 sta Ašide Venfu in Ašide Fengdži, turška governerja protektorata Čanju, razglasila Ašina Nišufuja za kagana in se uprla dinastiji Tang. Leta 680 je Pej Šingdžjan premagal Ašina Nišufuja. Po porazu so ga ubili njegovi možje. 54 Gokturkov, vključno z Ašide Venfujem in Ašina Funianom, je bilo javno usmrčenih na vzhodnem trgu Čangana. Po Tonjukukuju je bil poskus Ašide Venfuja in Ašida Fengdžija, da se upreta Kitajcem in na prestol postavita svojega kagana, legitimno dejanje. Za njuno odstavitev, usmrtitev in ponovno podreditev Kitajcem so bili krivi Gokturki sami. 